# التنمة (القفر)

تعديل مصدري - تعديل

التنمة محلة تابعة لقرية الدمنة، التابعة لعزلة بني مهدى بمديرية القفر إحدى مديريات محافظة إب في الجمهورية اليمنية، بلغ تعداد سكانها 27 حسب تعداد اليمن لعام 2004.